# Apanteles mehdialii
Apanteles mehdialii är en stekelart som beskrevs av Rao och Chalikwar 1970. Apanteles mehdialii ingår i släktet Apanteles och familjen bracksteklar. Inga underarter finns listade i Catalogue of Life.